# European Union Advisory Mission Ukraine
Die European Union Advisory Mission for Civilian Security Sector Reform Ukraine (EUAM Ukraine; englisch EU Advisory Mission for Civilian Security Sector Reform Ukraine, französisch Mission de conseil aux forces de sécurité intérieure ukrainiennes) ist eine beratende Mission der Europäischen Union für eine Reform des zivilen Sicherheitssektors in der Ukraine.

## Geschichte
Die Mission wurde am 22. Juli 2014 vom Rat für Auswärtige Angelegenheiten der Europäischen Union für eine Dauer von zunächst zwei Jahren beschlossen. Nachdem die EU und die Ukraine am 17. November vereinbart hatten, dass die Mission ihre Arbeit in der Ukraine aufnehmen könne, begann diese am 1. Dezember 2014. Sie wurde mehrfach verlängert, zuletzt mit Entscheidung vom 14. Mai 2024 bis zum 31. Mai 2027. Das Hauptquartier liegt auf dem Wolodymyrska-Steig Nr. 4 in der ukrainischen Hauptstadt Kiew, geleitet wird sie für den Zeitraum vom 1. Juni 2023 bis zum 31. Mai 2024 (ebenfalls verlängert bis 2027) vom Dänen Rolf M. Hay Pereira Holmboe.
Ein exekutives Mandat umfasst die Mission jedoch nicht.

## Ziel der Mission

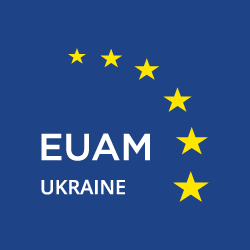
Logo

Ziel der Mission ist die Unterstützung der ukrainischen Behörden bei der Umsetzung von Reformen im zivilen Sicherheitssektor in Anlehnung an internationale Standards. Hierzu zählen insbesondere die Gewährleistung von Effizienz und Rechtsstaatlichkeit als auch das Gewinnen öffentlichen Vertrauens.
Dies geschieht anhand von drei Säulen:
- strategische Beratung im Zusammenhang mit der Einführung der Reformen
- Unterstützung bei ihrer Umsetzung und
- Kooperation und Koordination mit nationalen und internationalen Akteuren.[8]

Neben der EU-Mission ist in der Ukraine auch eine nicht-exekutive Beobachtermission der OSZE namens Special Monitoring Mission (SSM) eingerichtet.